# Un dollar par jour
Pour plus de détails, voir Fiche technique et Distribution.
Un dollar par jour est une œuvre réalisée par Jocelyne Saab en 2006, qui se divise en deux formes distinctes : une série photographique et une vidéo d'art. Jocelyne Saab dénonce les conditions de vie des réfugiés syriens de la plaine de la Bekaa, dont la misérable vie contraste avec celle des Libanais de Beyrouth.

## Description
La série de photographies est exposée à la galerie DEPO à Istanbul en 2015 , au MACAM à Alita en 2018 lors d'une rétrospective de l’œuvre de l'artiste.

## Critiques
Davantage que de culpabiliser, cette vidéo travaille à provoquer une réaction interrogative, perplexe de la part des Libanais qui, dans leur quotidien, ne sont pas toujours mis face, frontalement, à cette réalité parallèle.